# Stella Maris (Roman)
Stella Maris ist ein 2022 erschienener Roman des Schriftstellers Cormac McCarthy, der hauptsächlich in Dialogform abgefasst ist und während der Therapiesitzungen der jungen, genialen Mathematikerin Alicia Western in der psychiatrischen Anstalt Stella Maris spielt. Das Werk ist thematisch verwandt und in der Handlung zusammenhängend mit Der Passagier, einem weiteren, kurz zuvor erschienenen Roman McCarthys. Stella Maris ist der letzte zu Lebzeiten erschienene Roman von McCarthy.

## Inhalt und Form
Eingeleitet wird der Roman durch ein kurzes Schreiben der fiktiven Heil- und Pflegeanstalt Stella Maris (benannt nach einer Anrufung von Maria, der Mutter Jesu) in Black River Falls, Wisconsin, vom 27. Oktober 1972. Hierin wird berichtet, dass Alicia Western, eine „zwanzigjährige jüdische Weiße“, sich vor sechs Tagen bereits zum dritten Mal in ihrem Leben in Stella Maris einweisen ließ. Sie sei offenbar per Bus und ohne Gepäck eingetroffen, habe aber für ihre Behandlung über vierzigtausend Dollar in einer Plastiktüte dabeigehabt. Alicia – die sich selbst lieber Alice nennt – sei Doktorandin der Mathematik der University of Chicago, bei der eine paranoide Schizophrenie sowie seit längerem bestehende visuelle und auditorische Halluzinationen diagnostiziert wurden.
Der Rest des Romans besteht aus insgesamt sieben psychiatrischen Sitzungen zwischen Alicia Western und Doktor Cohen, einem 42-jährigen Psychiater und Familienvater, der in Stella Maris tätig ist. Der Text besteht hierbei offenbar ausschließlich aus transkribierten Dialogen zwischen Dr. Cohen und Alicia Western.
Die Gespräche behandeln Themen wie Mathematik, Philosophie, Musiktheorie und Physik. Erwähnt und teilweise diskutiert werden in den Gesprächen unter anderem Alexander Grothendieck (mit dem Alicia einmal zusammengearbeitet hat), Kurt Gödel, Richard Feynman, George Berkeley, Ludwig Wittgenstein, Bertrand Russell, Sigmund Freud, Carl Gustav Jung, Richard von Krafft-Ebing, Immanuel Kant, Platon, Oswald Spengler und Johann Sebastian Bach. Alicia hat inzwischen die Mathematik aufgegeben, da sie an deren Grundlagen Zweifel hat und diese ihr nicht – wie von ihr erhofft – die seit ihrer Kindheit in ihr bohrenden Fragen nach der Natur des Universums und des menschlichen Daseins beantwortet hat.
Alicia ist die Tochter von Mitarbeitern des Manhattan-Projekts; die Mutter war lange psychisch krank, der Vater meistens abwesend; inzwischen sind beide an Krebserkrankungen gestorben. Daneben berichtet Alicia von ihrer Großmutter, die sich große Sorgen um sie macht, und insbesondere von ihrem älteren Bruder Bobby, einem Physiker und Rennfahrer (der Hauptfigur des begleitenden Romans Der Passagier). Alicia hat nach eigenen Angaben ihrem Bruder als Vierzehnjährige ihre – auch sexuelle – Liebe gestanden und ihn einmal sogar geküsst; er habe aber den Inzest abgelehnt. Ihr zufolge ist er die einzige Person, die sie je geliebt hat. Alicia berichtet, dass ihr Bruder in einer Klinik in Europa nach einem Rennunfall im Koma liege (in Der Passagier, der einige Jahre nach Stella Maris spielt, lebt Bobby jedoch und berichtet über den späteren Suizid von Alicia).
Alicia berichtet ihrem Psychiater von ihrem Wunsch nach Nicht-Existenz und von Selbstmordplänen, etwa sich in den Tiefen eines Sees versenken oder sich von Wildtieren in den Wäldern Rumäniens fressen zu lassen, um nie mehr gefunden oder identifiziert zu werden. Zudem geht es in den Gesprächen um verschiedene Wesen wie etwa einen Zwerg, die Alicia angeblich besuchen und von den Psychiatern als Halluzinationen diagnostiziert wurden. Die Stimmung zwischen Dr. Cohen und Alicia in den Gesprächen ist wechselhaft; er ist fasziniert von der hochintelligenten Patientin, während sie mitunter versucht, den Psychiater über sein Leben auszufragen. Er weiß oft nicht, ob er ihren Erzählungen Glauben schenken soll. Sie vertraut ihm aber gegen Ende des Romans das Geheimnis ihrer inzestuösen Liebe für ihren Bruder an und bittet darum, seine Hand halten zu können, „weil es das ist, was Menschen tun, wenn sie auf das Ende von etwas warten“ – so der Schlusssatz des Romans.

## Hintergrund
Bereits im Jahr 2009 hatte McCarthy geäußert, schon seit 50 Jahren einen Roman über eine Frau als Hauptfigur schreiben zu wollen. McCarthy berichtete 2015 in einem Interview, an einem Roman zu arbeiten, der in den 1980er Jahren in New Orleans spielt. Er würde von einer genialen 20-jährigen Mathematikerin und Violinistin handeln, die sich in einer psychiatrischen Klinik aufhalte, da sie an Schizophrenie leide. Erzählt werden sollte die Geschichte rückblickend von ihrem Bruder, sieben Jahre nach ihrem Tod. Offenbar entstand später die Teilung der Handlungsidee in die Romane in Der Passagier und Stella Maris.
Stella Maris wurde am 6. Dezember 2022 bei dem Verlagshaus Alfred A. Knopf, Inc. erstmals in Originalfassung publiziert, was im Frühjahr 2022 erstmals angekündigt worden war. In deutscher Sprache war der Roman bereits zwei Wochen zuvor, am 22. November 2022, beim Rowohlt Verlag in einer Übersetzung von Dirk van Gunsteren erschienen. Stella Maris ist der zwölfte veröffentlichte Roman von McCarthy und erschien in den USA sechs Wochen nach The Passenger; es waren die beiden ersten publizierten Romane von Cormac McCarthy seit Die Straße sechzehn Jahre zuvor.

## Rezensionen
Dwight Garner schrieb in der New York Times, dass Der Passagier und Stella Maris das außergewöhnlich kühne Werk eines fast 90-jährigen Schriftstellers seien. Sein ungewöhnlicher Versuch bei Stella Maris, einen Roman nur aus Transkriptionen von mehreren Therapiesitzungen zu formen, funktioniere allerdings nur teilweise. Stella Maris sei am ergreifendsten, wenn man kurz zuvor den bemerkenswerteren Der Passagier gelesen habe, denn er vertiefe dessen Wirkung. Stella Maris sei ein „kleiner und elegischer Roman“ mit düsterem Thema und vielen Ideen.
Beejay Wilcox kritisierte in The Guardian, McCarthys Nihilismus wirke in Stella Maris nicht mehr wie früher „verwegen“, sondern nur noch „banal“. Alicia sei ein weiteres Beispiel dafür, dass McCarthys Werk keine Frauenfiguren möge. Die Figur Alicia wirke leblos und mit ihren zahlreichen Pathologien wie eine „Müllhalde“, die McCarthy dazu benutze, seine in über 80 Jahren gesammelten Ideen über das Universum zu äußern.
Für Thomas J. Millay im Los Angeles Review of Books sind es die zahlreichen Komplexitäten, die den Charakter von Alicia ausmachen, die McCarthys Buch zu einem „echten literarischen Werk“ machen. Er führt hierbei aus, dass die in Der Passagier von ihrem Bruder noch uneingeschränkt mit Bewunderung gezeichnete Alicia in Stella Maris zwar als geniale, aber auch als fehlbare Persönlichkeit gezeigt werde. McCarthy schaffe mit Stella Maris eine „mathematische Tragödie“ und eine Verbindung aus „mathematischem Wissen und menschlicher Existenz“. Ihm sei es mit diesem Buch gelungen, über die von ihm bewunderten Mathematiker und Physiker des 20. Jahrhunderts zu reflektieren, und das Werk brenne sich den Lesern nachhaltig im Kopf ein.
Felix Stephan verglich in der SZ Stella Maris mit dem gleichzeitig erschienenen Der Passagier: „Es ist womöglich das interessantere der beiden Bücher, weil Cormac McCarthy sich darin von erzählerischen Zwängen befreit hat und nur noch purer Existenzialismus übrig bleibt.“ Dadurch, dass Stella Maris praktisch nur aus Dialogen bestehe und nicht erzählerisch ist, sei er „leichtfüßiger und freier und lustiger“. Der Roman wage sich nähe an „die Grenzen dessen (...), was gewusst werden kann, als jeder andere Roman in diesem Jahr.“
Für Miriam Zeh bei Deutschlandfunk Kultur sind die beiden Spätwerke McCarthys eine „Abkehr von jeder Gefälligkeit“: „Sie sind apokalyptisch wie eh und je. Aber lange nicht seine besten Bücher.“ Teilweise sei der Autor „zu tief in der Materie“, den Lesern würden sich die mathematischen und physikalischen Theorien anhand weniger Stichwörter kaum erschließen. Dennoch könne hier für das Schreiben des 89-jährigen McCarthy eventuell Adornos Bemerkung über den Stil von Beethovens Spätwerk gelten, „die meisterliche Hand“ gebe „die Stoffmassen frei, die sie zuvor formte“ und „Risse und Sprünge“ seien ihr letztes Werk.
Laut Christoph Schröder im Deutschlandfunk würden „die großen amerikanischen Themen des 20. Jahrhunderts“ in Stella Maris nochmal angerissen werden, insbesondere „die Atombombe, für McCarthy der Sündenfall des 20. Jahrhunderts.“ Den Geschwisterromanen hafte nichts Pathetisches und auch nichts Moralisches an. Schröder hebt weiterhin „ein ungeheures Gespür für Tonlagen“ hervor: McCarthy habe „eine Sprache für den Schrecken der optisch und haptisch erfahrbaren Welt und ein unerschöpfliches Sensorium für die Schönheit der Natur. Dazwischen, und das ist kein Widerspruch, bewegen sich die Menschen als das Grausamste, das die Natur jemals hervorgebracht hat.“

## Hörbuch
Stella Maris erschien im Deutschen als von Christian Brückner gelesenes Hörbuch. Im Englischen sprachen Julia Whelan als Alicia und Edoardo Ballerini als Dr. Cohen das Hörbuch ein.